# Дивов, Павел Гаврилович
Па́вел Гаври́лович Ди́вов (8 (19) января 1765 — 19 сентября (1 октября) 1841) — русский дипломат, действительный тайный советник (1835), сенатор (1819), автор ценного дневника и ряда других сочинений.

## Биография
Родился 8 (19) января 1765 года; сын статского советника Гавриила Никифоровича Дивова (1729—17.09.1792; умер от жёлчнокаменной болезни) от его брака с Марией Авраамовной Евреиновой.
По окончании Сухопутного Шляхетского кадетского корпуса в феврале 1785 года поступил в армию поручиком и уже через месяц был определён в коллегию иностранных дел переводчиком. В 1789 году отправлен за границу с эскадрою вице-адмирала Козлянинова, а в следующем году переведён на эскадру вице-адмирала Круза, на которой оставался до окончания кампании против Швеции, причём участвовал в трёх сражениях.
По заключении мира со Швецией Дивов вместе с генерал-майором бароном Паленом ездил в Стокгольм для поздравлений и в конце того же (1790) года отправлен в Варшаву, где находился при после графе Сиверсе в качестве советника посольства до окончания Гродненского сейма. Во время возмущения в Варшаве в 1794 году был заключён в крепость и более девяти месяцев оставался в заточении.
В 1795 году ему было поручено отобрать весь архив польской республики и библиотеку Залусских и отправить их в Петербург; вслед за тем до 1797 года он был занят в качестве полномочного комиссара делом разграничения между венским и берлинским дворами; после этого ему было поручено рассмотрение королевских долгов и бывшей республики польской. Император Павел I, оставшийся весьма довольным исполнением этого поручения, произвёл его в статские советники и пожаловал 300 душ крестьян в Гродненской губернии.
С 1805 года Дивов более 15 лет заведовал секретным архивом Министерства иностранных дел; в 1820—1831 гг. почти ежегодно, во время отъезда министра за границу, управлял Министерством иностранных дел. В 1826 году входил в состав Верховного суда над декабристами, в 1827 году — в состав комиссии для пересмотра претензий по государственным долгам и расходам Порты, в 1833 году — в состав комиссии для разбора дел ординации князей Радзивиллов и др.
Сенатор Дивов много лет был действительным членом человеколюбивого и медико-филантропического общества. Награждён орденами: Св. Анны 1-й степени (02.04.1811), Св. Александра Невского (31.12.1830), Св. Владимира 2-й степени.
Скончался в Санкт-Петербурге 19 сентября (1 октября) 1841 года на 78-м году жизни; похоронен на Фарфоровском кладбище.

## Сочинения
Благодаря близости ко двору, обширному знакомству с высшей тогдашней аристократией и частому управлению Министерством иностранных дел Дивову было известно очень многое, и потому его дневник имеет важное историческое значение. Особенно много в нём материала для характеристики современных ему деятелей. Напечатаны отрывки из «Дневника» за 1825—1836 гг., в «Русской Старине»: 1897, № 3; 1898, № 1, 3, 12; 1899, № 9, 12; 1900, № 1, 4, 7, 11; № 6, 9, 11; 1903, № 2 5, 7. В том же издании (1899 г., № 10) напечатано его же «Повествование о царствовании императора Александра I, для него одного писанное».
П. Г. Дивов является также автором сочинения «Руководство к сбережению и поправлению лесов в Российском государстве» (1809).

## Изобретения
В конце 1811 года П. Г. Дивов представил военному министру М. Б. Барлаю де Толли разработанные им проекты «картечных гранат». Военно-научный комитет до 1814 года рассматривал его, причем проводились и опытные стрельбы с образцами гранат, созданные Дивовым за собственный счет. Результаты были признаны положительными, но к тому времени заграничные походы русской армии уже завершались и под влиянием громких побед необходимости в нововведениях военные не увидели. В 1829 году Дивов вновь предложил своё изобретение военному министру А. И. Чернышеву и генерал-фельдцейхмейстеру великому князю Михаилу Павловичу, его рассмотрение было возобновлено, но результат не известен. В итоге в 1840 году на вооружение русской армии были приняты боеприпасы системы британского полковника Генри Шрапнеля, разработанные за 30 лет до этого и уже сильно устаревшие.

## Семья
Жена (с 2 октября 1801 года) — Елена Степановна Стрекалова (02.01.1786—21.02.1868), дочь екатерининского кабинет-секретаря С. Ф. Стрекалова (1728—1805), сестра сенатора С. С. Стрекалова. Венчались в Петербурге в Симеоновской церкви. Скончалась от «физической слабости» в Дрездене, похоронена рядом с мужем в Петербурге. Дети:
- Степан (1803—1822);
- Мария (11.05.1806— ?), замужем (с 11 января 1833 года)[5] за штабс-ротмистр Александром Александровичем Липгартом;
- Гавриил (1807—1835);
- Петр (1809—1828), погиб в русско-турецкую войну 1828—1829; похоронен на Фарфоровском кладбище[6]
- Павел (1811—1827);
- Елизавета (03.06.1815[7]—1822), крещена 18 июня 1815 года в Симеоновской церкви при восприемстве И. Г. Гогеля и тетки А. Г. Дивовой.
- Ольга (30.03.1818[8]— ?), замужем за бароном П. Ф. Местмахером.
- Алексей (08.02.1823[9]—?), крещён 17 марта 1823 года в Симеоновской церкви при восприемстве дяди П. Г. Дивова и тетки фрейлины А. Г. Дивовой.

## Владения
За ним родовых: 40 душ в Тверской губернии Осташковского уезда; благоприобретенных: 330 душ в Гродненской губернии, пожалованных в 1798 г., 754 души в Подольской губернии Ушицкого уезда и каменный дом в Санкт-Петербурге на Моховой улице. За женой родового 1021 душа в Подольской губернии Ушицкого повета.
В 1818 году Дивов купил у графини Мусиной-Пушкиной-Брюс её большое имение в Жиздринском уезде Калужской губернии: сёла Усты, Вёртное, Боброво с деревнями, свыше 2 тысяч душ. Потом он распродал это имение по частям, и к 1830 оно за ним уже не числилось.